# Bischt

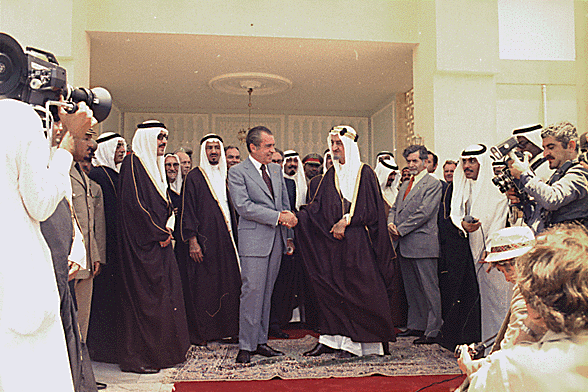
König Faisal von Saudi-Arabien bei einem Empfang mit Präsident Richard Nixon 1974. Die Mitglieder der arabischen Delegation tragen Bischt

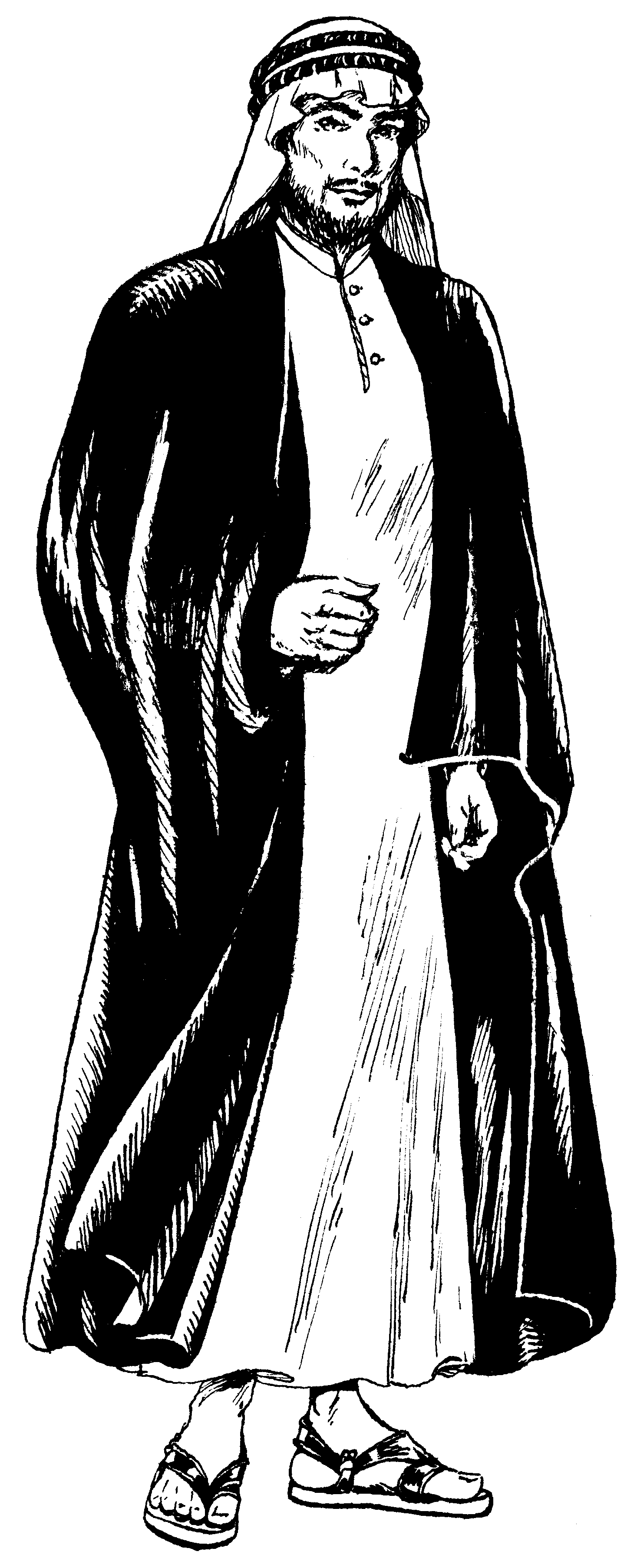
Der Bischt, auch als Abaya bezeichnet

Der Bischt (arabisch بشت, DMG Bišt, Plural بشوت / Bušūt) oder Qamis ist ein traditionelles Kleidungsstück, das auf der arabischen Halbinsel getragen wird.

## Beschreibung
Der Bischt ist ein meist schwarzes (manchmal aber auch braunes bis beiges) mantelartiges Übergewand aus Schafwolle oder Kamelhaar, das vom Hals bis zu den Füßen reicht. Das Material und das Muster können Zeichen für den sozialen Status und die Angehörigkeit zu einem bestimmten Stamm sein.
Er ist im Wesentlichen rechteckig geschnitten mit Durchgriffen für die Hände an den oberen beiden Ecken und vorne offen.
Heute wird der Bischt praktisch nur noch zu besonderen Anlässen getragen.
In Palästina heißt der Umhang Abaya.
Am Golf ist „Abaya“ eher das entsprechende Frauengewand.